# Ки (Оаза)
Ки (фр. Cuy) насеље је и општина у североисточној Француској у региону Пикардија, у департману Оаза која припада префектури Компјењ.
По подацима из 2011. године у општини је живело 230 становника, а густина насељености је износила 53,12 становника/km². Општина се простире на површини од 4,33 km². Налази се на средњој надморској висини од 95 метара (максималној 161 m, а минималној 49 m).

## Демографија
| 1962. | 1968. | 1975. | 1982. | 1990. | 1999. | 2011. |
| ----- | ----- | ----- | ----- | ----- | ----- | ----- |
| 122   | 137   | 149   | 157   | 217   | 214   | 230   |

График промене броја становника у току последњих година